# Campanula calcicola
Campanula calcicola là loài thực vật có hoa trong họ Hoa chuông. Loài này được W.W.Sm. mô tả khoa học đầu tiên năm 1920.